# Alcañiz
Alcañiz ist eine Stadt in der Provinz Teruel in der Autonomen Region Aragonien in Spanien. Der Ort liegt am Fluss Guadalope 160 km nordöstlich der Provinzhauptstadt Teruel und 105 km südöstlich von Saragossa.

## Geschichte
Die Geschichte des Ortes lässt sich bis zu einer römischen Befestigungsanlage oberhalb des mäandrierenden Guadalope zurückverfolgen. Die Gegend wurde 1119 während der Rückeroberung der iberischen Halbinsel von den Mauren durch König Alfons I. von Aragón zunächst für die Christen zurückgewonnen. Endgültig wurden die Mauren jedoch erst unter Alfons II. aus der Gegend vertrieben. Dieser belehnte den Ritterorden von Calatrava mit der Burg.
Nach dem Tod von König Martin I. im Jahr zuvor trat 1411 hier das „Parlament der Eintracht“ zusammen. Delegierte aus verschiedenen Ländern der Krone von Aragón einigten sich auf drei Personen aus Katalonien, drei Personen aus dem Königreich Aragón und drei Personen aus dem Königreich Valencia, die darüber bestimmen sollten, wer die Nachfolge des verstorbenen Königs Martin I. antreten solle. Diese neun Personen trafen sich in Caspe und einigten sich dort (Kompromiss von Caspe) auf den kastilischen Infanten Ferdinand. Seit der Wahl Ferdinands I. zum neuen Herrscher Aragóns trägt Alcañiz den Zusatz „Ort der Eintracht“. In der ersten Hälfte des 17. Jahrhunderts unterstützte man Philipp IV. von Spanien bei der Bekämpfung der katalanischen Sezessionsbewegung, wodurch Alcañiz 1652 die Stadtrechte verliehen wurden.
Nach der Invasion Spaniens durch Frankreich wurde Alcañiz in einer blutigen Schlacht durch die Franzosen erobert, die diese anschließend plünderten und brandschatzten. Versuche die Stadt zurückzuerobern scheiterten, und erst 1813 konnte die französische Besetzung beendet werden.
Im Jahre 1838 kam es während des Karlistenkrieges erneut zu kriegerischen Auseinandersetzungen. Gegen Ende des 19. Jahrhunderts bildete sich eine kleine Oberschicht und infolge der wirtschaftlichen Blüte erreichte die Eisenbahn Alcañiz 1895.
Während der Spanischen Republik und zu Beginn des Bürgerkrieges war die Stadt eine Hochburg der CNT. Im Rahmen der Vorbereitung der Aragonoffensive wurde Alcañiz Anfang März 1938 von italienischen Fliegereinheiten Francos bombardiert und nach Eroberung der Gegend durch die Nationalspanier zur Mitte des gleichen Monats wurden die beiden außerhalb im Westen gelegenen Flugplätze umgehend von den nationalen Fliegerkräften genutzt. In Puig Moreno nördlich der heutigen N 232 lagen spanische und italienische Staffeln, die deutsche Legion Condor nutzte den Platz La Salada, westlich der N 211 gelegen.

## Sehenswürdigkeiten
- In der über der Stadt liegenden Klosterburg, Castillo de Alcañiz, des Ritterordens von Calatrava befindet sich ein Parador.
- Unweit von Alcañiz findet auf der Rennstrecke Motorland Aragón seit 2010 der Große Preis von Aragonien statt.

Das Kreuz der Ritter von Calatrava, der mittelalterlichen Burgherren
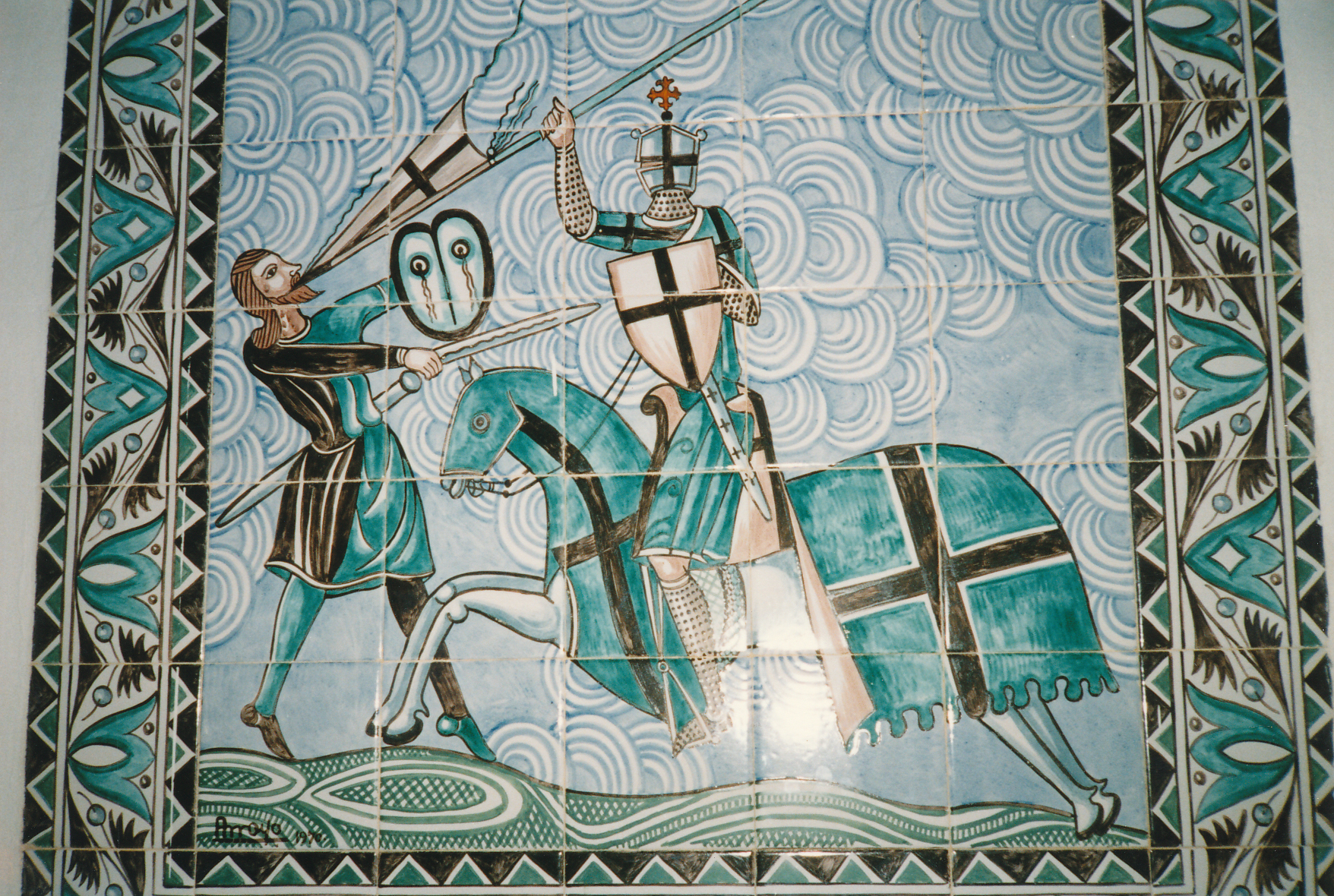
Kampfszene eines Calatrava-Ritters auf der Klosterburg zu Alcañiz
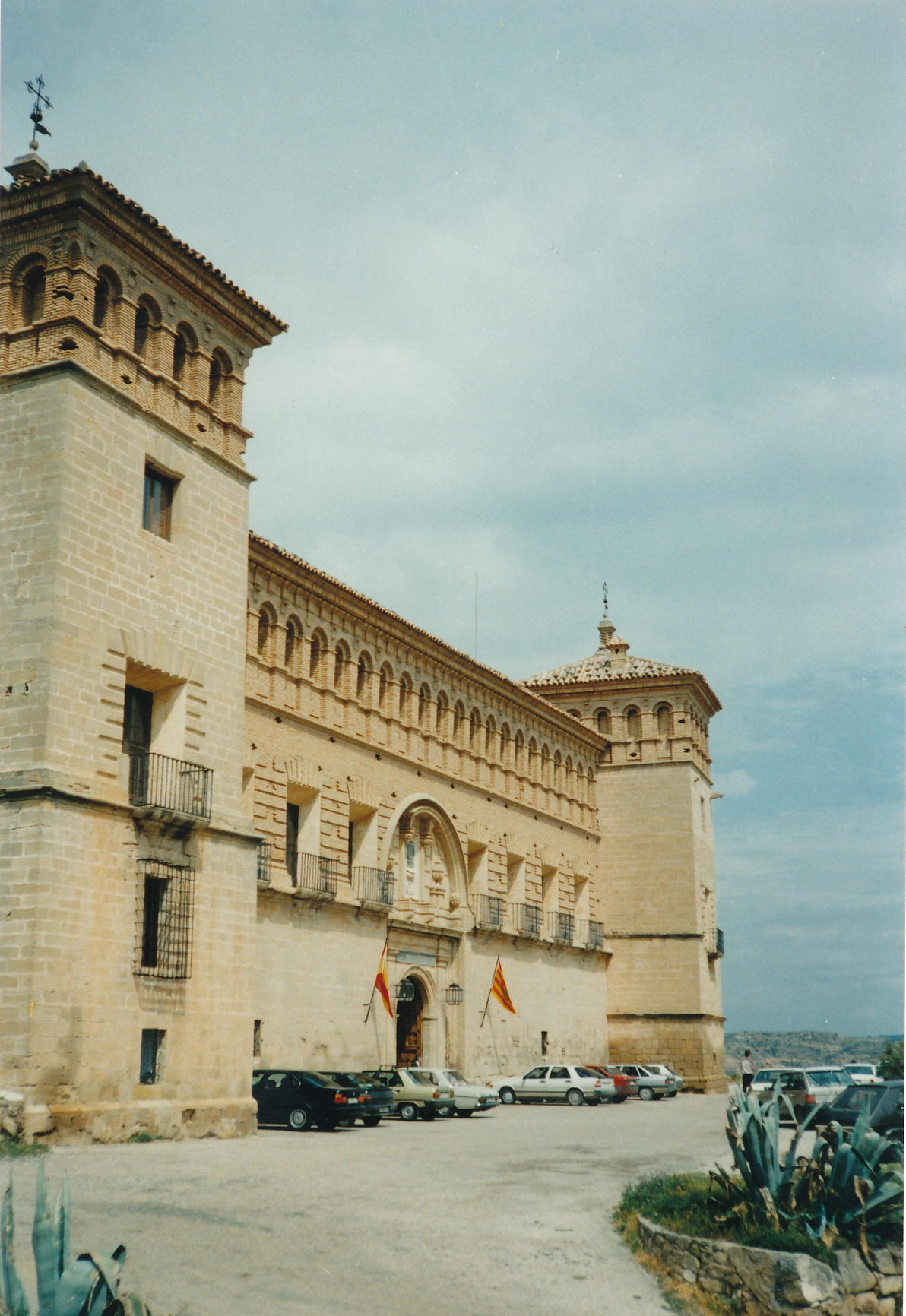
Klosterburg des Calatrava-Ritterordens
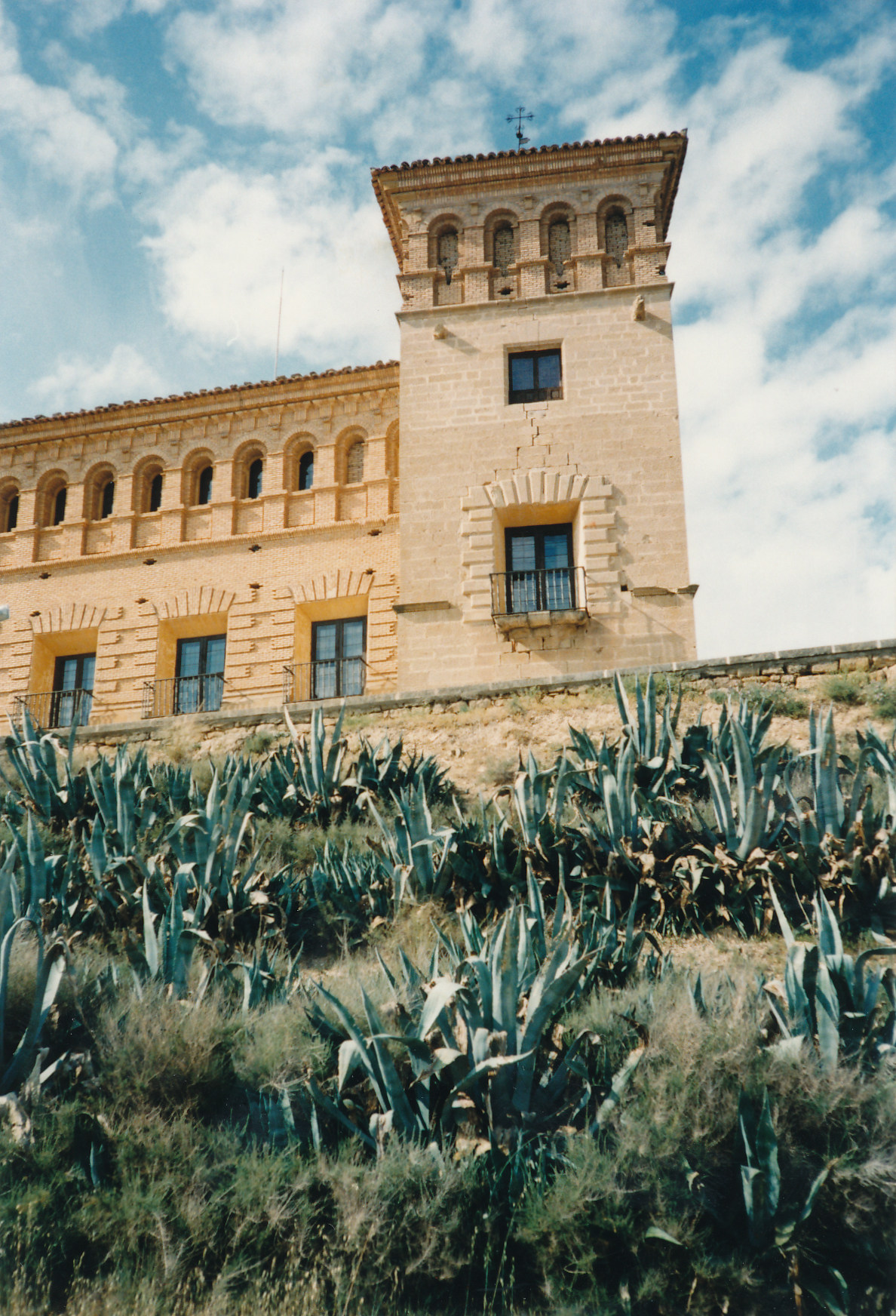
Klosterburg (Teilansicht)
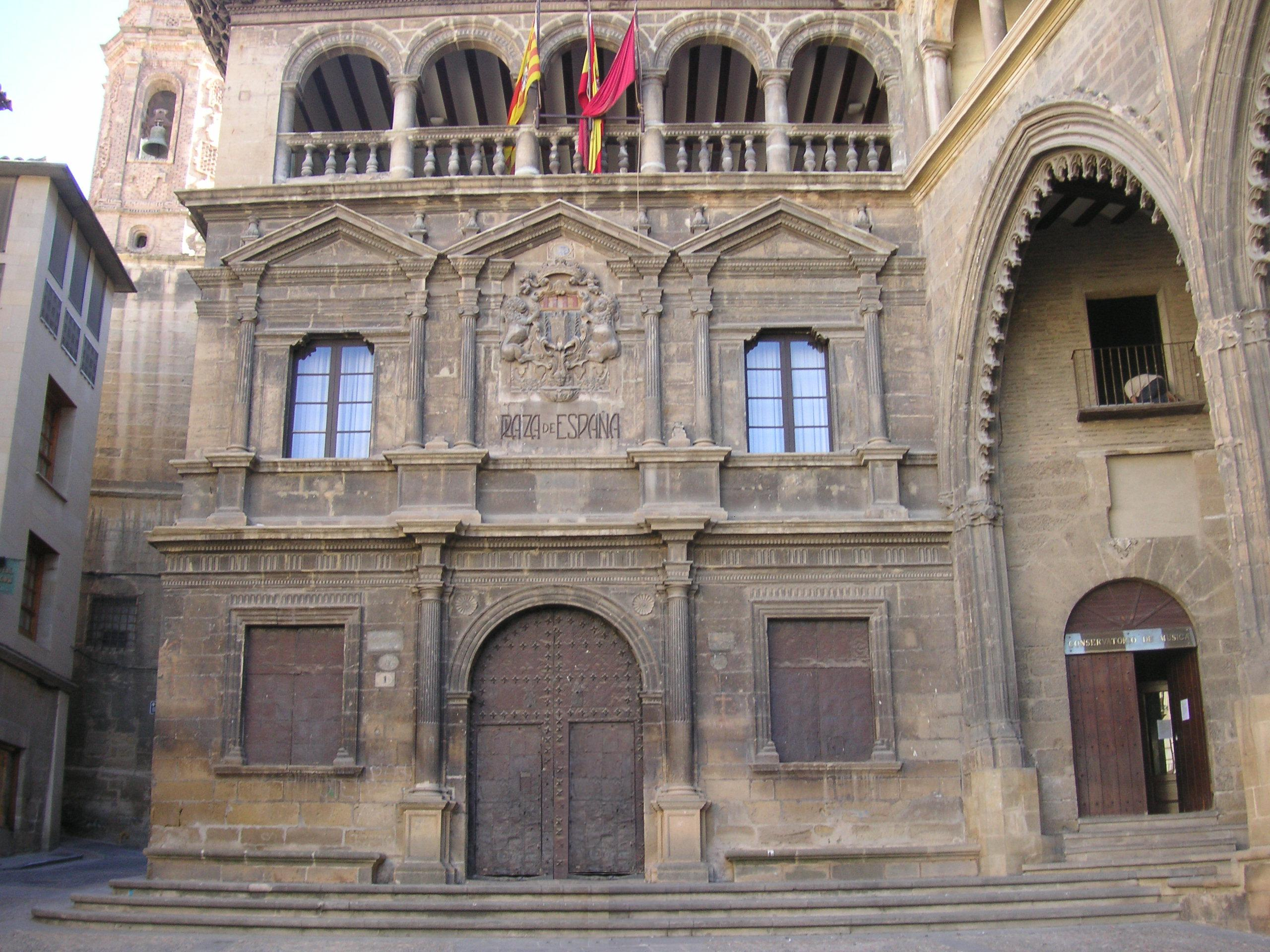
Frontansicht des Rathauses von Alcañiz - Teruel
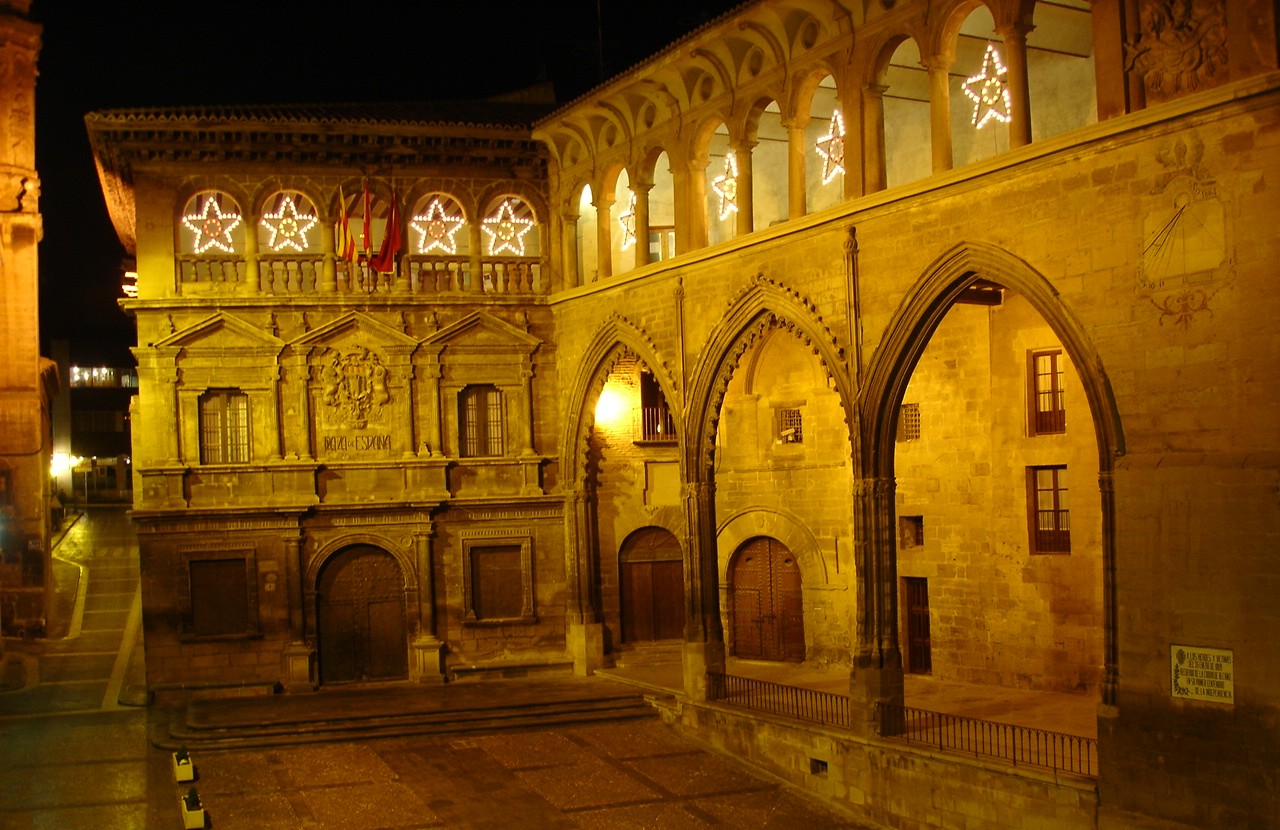
Plaza de España mit Rathaus und „Lonja“
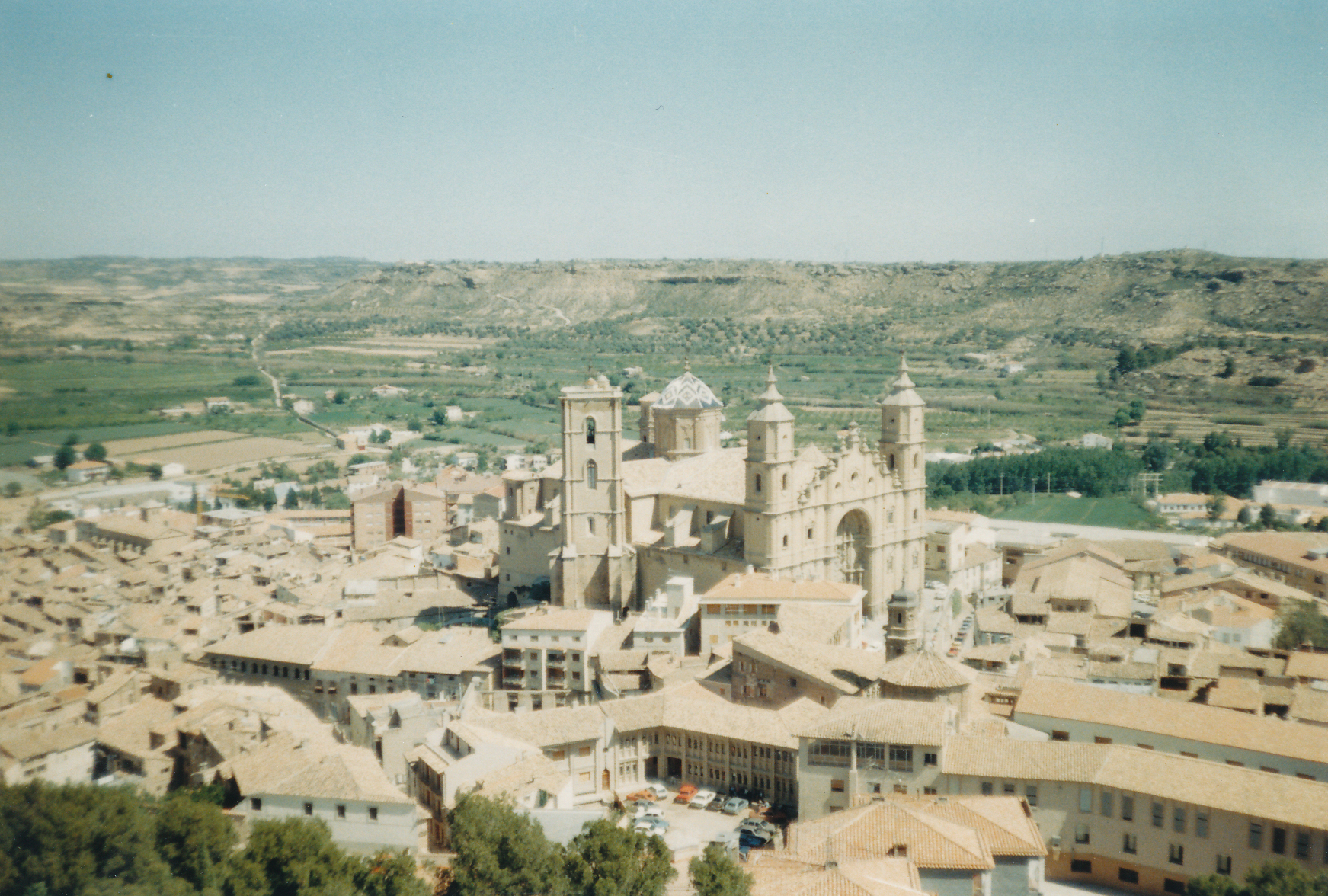
Blick über Alcañiz